# Maurice Mathus
Maurice Mathus, né le 1er juin 1930 à Montceau-les-Mines (Saône-et-Loire), et décédé le 27 juin 2013 à Chalon-sur-Saône, est un homme politique français.

## Biographie
Maurice Mathus est le fils de Marius, secrétaire du syndicat des mineurs de Montceau-les-Mines, militant socialiste proche de Paul Faure, qui se fourvoya dans la collaboration et fut exécuté sous les yeux de son fils par des résistants en 1943. Il est aussi le neveu de Pierre Mazuez, futur député-maire de Montceau-les-Mines.
Maurice, dans le sillage de son père, entre dans les organisations de jeunesse du parti socialiste SFIO dès son adolescence. Orphelin, il est envoyé dans le Puy-de-Dôme pour suivre une formation de mécanicien après quoi il travaille dans une entreprise de Montceau-les-Mines, avant de devenir mineur, pour les Houillères de Blanzy, en 1953.
Militant syndicaliste, à la CGT, il devient à la fin des années 1960 secrétaire du syndicat des mineurs de Montceau.
En 1959, il suit son oncle et quitte la SFIO pour rejoindre le Parti socialiste autonome, qui devient l'année suivante le Parti Socialiste Unifié. Il rejoint cependant ensuite la Convention des Institutions Républicaines, petit parti créé autour de François Mitterrand, qui participe à la refondation du Parti Socialiste lors du congrès d'Epinay.
En 1970, son épouse, Micheline, avec qui il avait eu plusieurs enfants, dont Didier, futur député socialiste, est mutée à Chalon-sur-Saône, où elle travaille comme directrice de la MGEN. Maurice la suit et trouve un emploi à l'usine Philips de cette ville. Il y poursuit son activité syndicale.
Il apporte à Pierre Joxe, parachuté dans le département pour les élections législatives de 1973, un soutien important pour son implantation locale. En 1977, il est candidat sur la liste de Roger Lagrange aux municipales à Chalon-sur-Saône, et devient maire-adjoint. Deux ans plus tard, il est élu conseiller général de Saône-et-Loire, dans le canton de Chalon-Périphérie, mandat qu'il conserve jusqu'en 1992.
Suppléant de Pierre Joxe lors des législatives de 1981, il devient député lorsque celui-ci est nommé ministre en août 1984.
L'année précédente, il avait été désigné comme tête de liste pour les municipales à Chalon, mais outre les dissensions internes au PS local, la poussée nationale de la droite avait conduit à un échec électoral, et à l'élection de Dominique Perben comme maire.
Non réélu député en 1986, il est candidat malheureux aux législatives de 1988, dans la circonscription de Louhans, face au sortant René Beaumont.
Après avoir quitté le conseil général, il n'abandonne pas le militantisme, mais n'apparaît plus au premier plan de la vie politique locale. Très investi dans l'organisation de la « Fête de la rose » de Frangy-sur-Bresse, il est maire-adjoint de la petite commune de Lux de 1995 à 2008, et apporte un soutien à l'implantation d'Arnaud Montebourg dans le département à la fin des années 1990.

## Détail des fonctions et des mandats
Mandat parlementaire
- 20 juillet 1984 - 1er avril 1986 : Député de la 5e circonscription de Saône-et-Loire à la suite de la nomination de Pierre Joxe, dont il était le suppléant, comme Ministre de l'Intérieur.

Mandat local
- 1977-1995 : conseiller municipal de Chalon-sur-Saône
- 1995-2008 : conseiller municipal de Lux
- 1979-1992 : conseiller général de Chalon Périphérie